# Молодцов, Василий Александрович

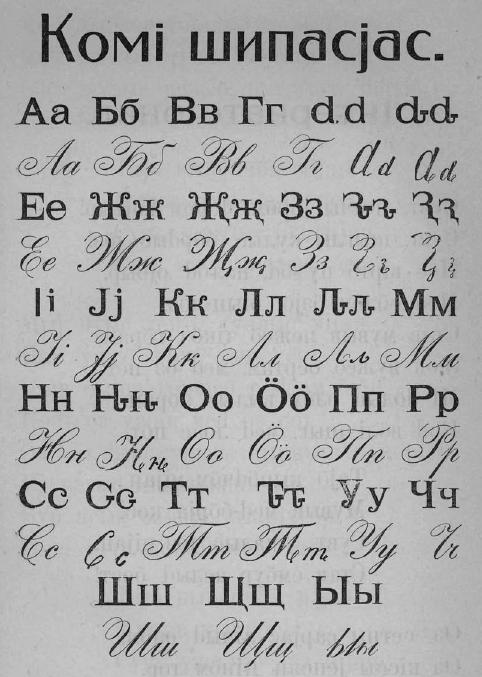
Алфавит Молодоцова

Васи́лий Алекса́ндрович Молодцо́в (коми Молодцов Сандрӧ Васьӧ; 13 января 1886, Тентюково, Вологодская губерния — 31 августа 1940, Сыктывкар, Коми АССР) — коми лингвист, деятель культуры и образования.
В 1918 году Молодцов создал алфавит для коми языка, который стал первым из официально утверждённых алфавитов. На этом алфавите, под псевдонимом Санԁрӧ Ваԍӧ, им были составлены букварь (1920) и грамматика (1921). В 1920-е годы он разработал систему орфографических правил для коми языка. Его труды сыграли важную роль в развитии коми литературного языка и в совершенствовании орфографии.
В 1938 году обвинен в буржуазном национализме и репрессирован. Посмертно реабилитирован.

## Публикации
- Санԁрӧ Ваԍӧ (Молодцов В. А.) Лыԃԃыԍны велӧԁчан. — Сыктывԁін кар : Наркомнац Комі јукӧԁлӧн небӧг леԇан ін., 1920. — 28 лб. — 7000 ԋігајас.
- Молодцов В. Ответ на критическую статью Каля пиян «49,000 листов бумаги», опубликованную в газете Удж, 1921, № 3 (17 января), С. 2. // газета : Удж. — 1921. — № 8 (9 февраля).
- Молодцов В. А. Зырянский литературный язык // газета : Удж. — 1921, 6 марта.
- Санԁрӧ Ваԍӧ (Молодцов В. А.) Комі грамаԏіка : туј піԍкӧԁыԍ. — Сыктывԁін кар : Комі ԋіга леԇан ін., 1921. — [4], V, 162 лб. — 3000 ԋігајас.
- Молодцов В. А. К вопросу об учебной терминологии в связи с зырянизацией педтехникума и школ I ступени // газета : Југыԁ Туј (Светлый путь), 1925, январь 11-ӧд лун.
- Молодцов В. А. К вопросу о шрифте // газета : Југыԁ Туј (Светлый путь). — 1925, январь 31-ӧд лун.
- Молодцов В. А. К вопросу о коми терминологии // газета : Југыԁ Туј (Светлый путь). — 1925. — № 6—7. — С. 34—37.
- Санԁрӧ Ваԍӧ (Молодцов В. А.) Некоторые принципы зырянского правописания. — Сыктывԁін кар : Комі ԋіга леԇан-ін, 1927. — VI, 89 с. — 3000 экз.
- Молодцов В. А. Таблица фонем вотского языка по отдельным говорениям.
- Молодцов В. А. (Санԁрӧ Ваԍӧ) К грамматической классификации слов зырянского языка / Изд. Центросовнацмена Наркомпроса РСФСР. — Устьсысольск : Коми-изд-во и Центросовнацмен Наркомпроса РСФСР; Москва : Книжная фабрика Центр. изд-ва народов СССР, 1928. — 128 с. — 2000 экз.
- Молодцов В. А. Возникновение и развитие социальных терминов: дис. на соиск. учен. степ. к.. филол.н. / Молодцов Василий Александрович. — 1928—1938. (не защищена)
- Молодцов В. (Санԁрӧ Ваԍӧ) Фонетика зырянского диалекта языка коми. — М. : Центр. изд-во народов СССР, 1929. — Ч. 1. — 63, [1] с. — 740 экз.
- Молодцов В. А. К вопросу об орфографии простых и сложных композита с несоставными основами в языке коми // Материалы коми лингвистической конференции Главнауки в Сыктывкаре (г. Сыктывкар, 15—21 июля 1929 г.). — Сыктывкар : Коми гос. изд-во, 1929. — С.13—33. — 95 с.
- Молодцов В. Коми алфавит латинизируйтӧм йылысь // журнал : Культура Фронт. — 1930. — № 6. — С. 42.
- Молодцов В. А. Система фонем ненецкого языка в увязке с проблемой унифицированного алфавита. — Нарьян-Мар, 1934 (не издано)